# Жукове (заказник)
Жу́кове — ландшафтний заказник місцевого значення. Розташований у межах Кобеляцького району Полтавської області, біля села Сухинівки, що на схід від міста Кобеляків.
Площа природоохоронної території 100 га. Створений 1994 р.